# Institut Unificat de Recerca Nuclear
L'Institut Unificat de Recerca Nuclear, en anglès: Joint Institute for Nuclear Research (JINR, rus: Объединённый институт ядерных исследований, ОИЯИ), a Dubnà, (110 km al nord de Moscou), Rússia, és un centre internacional de recerca nuclear amb un equip de 5500 membres, 1200 recercadors incloent 1000 Ph.Ds de 18 estats membres (incloent Armènia, Azerbaijan, Belarús i Kazakhstan). Tanmateix la majoria dels científics són russos. Aquest institut té set laboratoris, cadascun d'ells especialitzat: física teòrica, física d'alta energia, física d'ions pesants, física de la matèria condensada, reaccions nuclears, física de neutrons i tecnologia de la informació. L'institut té una divisió per estudiar la radiació i investigació radiobiològica i altres experiments de física ad hoc.
Els principals instruments de recerca inclouen un nuclotró accelerador de partícules superconductiu (7 GeV), tres ciclotrons isoacrònics (120, 145, 650 MeV), un fasotró (680 MeV) i un sincrofasotró (4 GeV). El lloc té un reactor nuclear de pols ràpid (pols de 1500MW) amb dinou instruments associats que reben feixos de neutrons.
L'Institut Unificat d'Investigació Nuclear es va establir sobre la base d'un acord signat el 26 de març de 1956 a Moscou pels representants dels governs dels onze països fundadors, amb l'objectiu de combinar el seu potencial científic i material. L'URSS hi va contribuir amb un 50 per cent, la República Popular de la Xina un 20 per cent. L'1 de febrer de 1957, la JINR va ser registrada per les Nacions Unides.

## Directors
- Dmitri Blokhintsev (1956–1965)
- Nikolai Bogoliúbov (1966–1988)
- Dezső Kiss (1989–1991)
- Vladímir Kadixevski (1992–2005)
- Aleksei Sissakian (2005–2010)
- Mikhaïl G. Itkis (Maig 2010–Setembre 2011) ad interim
- Víktor A. Matvéiev (2012–actual)